# Reina de las hadas

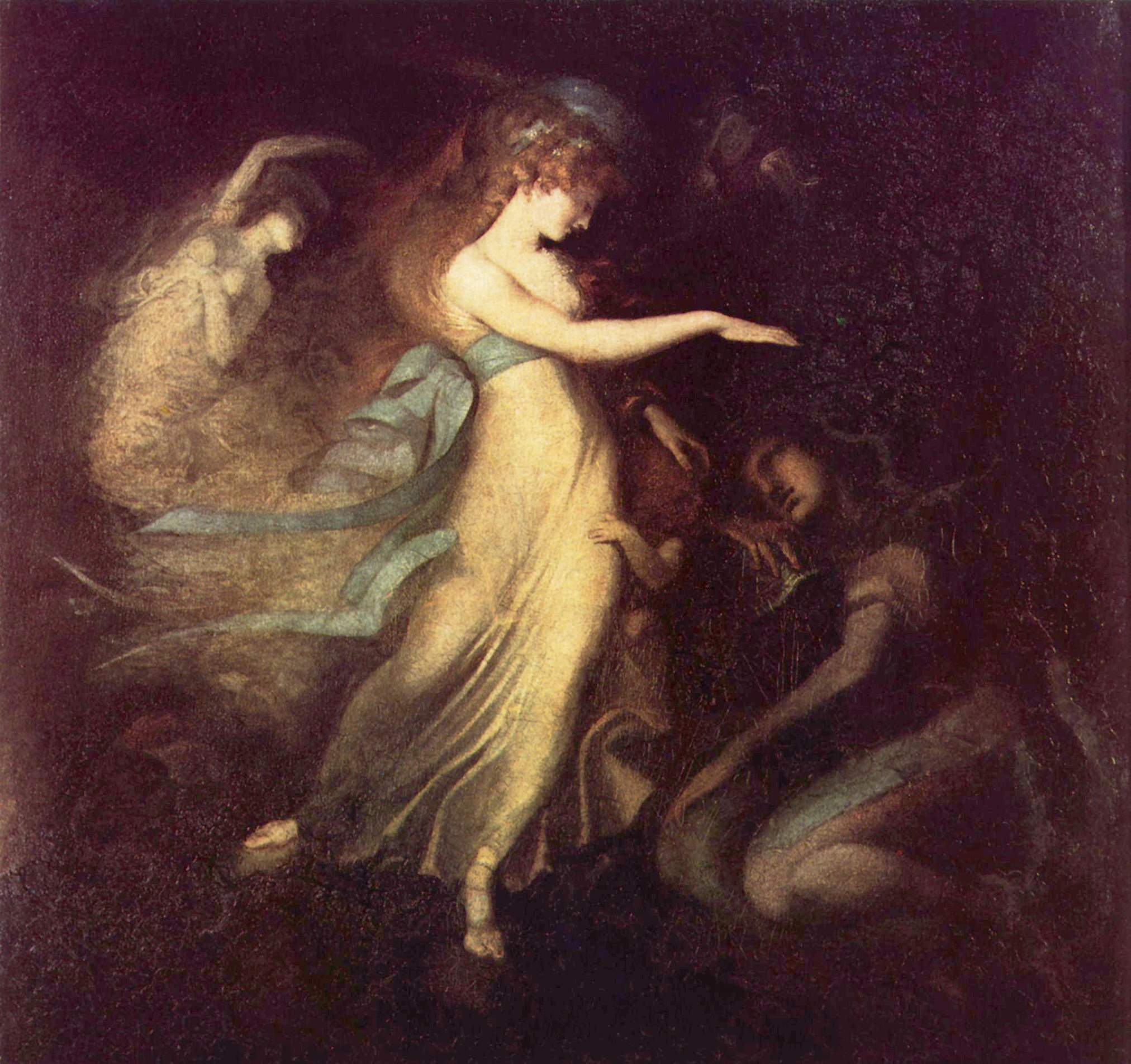
El príncipe Arturo y la reina de las hadas, de Johann Heinrich Füssli, c. 1788

En el folclore y la literatura, la Reina de las Hadas es la gobernante femenina de las hadas. A veces, aunque no siempre, aparece acompañada por un rey. Dependiendo de la obra, puede tener nombre o no; Titania y Mab son dos nombres utilizados con frecuencia. Numerosos personajes, diosas o espíritus folclóricos de todo el mundo han sido caracterizados como Reinas de las Hadas.

## En el folklore
Los Tuatha Dé Danann y Daoine Sidhe de la mitología irlandesa tuvieron numerosos reyes y reinas locales. Oonagh, Una o Nuala era la esposa de Finvarra o Fionnbharr, rey de las hadas del oeste de Irlanda, aunque con frecuencia tenía otras amantes. Generalmente se la describía viviendo con Finvarra en su colina Cnoc Meadha, pero a veces se decía que tenía una residencia separada en Cnoc Sidh Una (Knockshegouna). En una historia que sigue el modelo de La partera de las hadas (Aarne-Thompson tipo 476), "la esposa de Fionnbharr" (cuyo nombre no es mencionado) es maldecida por una niña humana, que luego debe servir como su partera. La esposa de Fionnbharr intenta vengarse dándole a la niña un cinturón que la cortará en dos cuando se lo ponga, pero un sirviente de las hadas le advierte a la niña a tiempo, salvándola. Otras reinas de hadas irlandesas incluyeron a Clíodhna de Munster, Aoibhinn y Ainé. 
El personaje artúrico de Morgana (o Morgan le Fey) gobernaba la isla sobrenatural de Avalon y a veces fue representada como una reina de las hadas. En la Vita Merlini, ella es Morgen, la jefa de nueve reinas hermanas mágicas.
Las reinas de las hadas aparecen en algunas de las Baladas Infantiles, un conjunto de 305 baladas populares de Inglaterra y Escocia recopiladas por Francis James Child. Una reina de las hadas amable y servicial aparece en Alison Gross (número 35), y una reina de las hadas terrible y mortal es la antagonista de Tam Lin (número 39). La Reina de las Hadas de Tam Lin paga un diezmo al Infierno cada siete años, y Tam Lin teme que lo obliguen a servir como sacrificio humano:
Al cabo de siete años
Ella paga un diezmo al infierno
Soy tan bella y llena de carne
Temo que sea yo misma
Una reina de las hadas sin nombre aparece en Thomas the Rhymer (número 37), donde toma al personaje principal como su amante y le deja habilidades proféticas. Aunque los romances y baladas asociados con Thomas el Rimador tienen paralelos con Tam Lin, incluido el diezmo al infierno, esta reina de las hadas es una figura más benévola.
En la rebelión de Thomas Cheyne en enero de 1450, "el Rey de las Hadas" (Regem de ffeyre) y "La Reina de las Hadas" (Reginam de ffeyre) estaban entre los alias utilizados por los líderes masculinos. 
Goodwin Wharton, un político y místico inglés del siglo XVII, creía que se había casado con una reina de las hadas llamada Penélope La Gard.
Existían numerosas creencias locales sobre reinas de las hadas, algunas de las cuales tenían nombres propios. Un amuleto de la Isla de Man nombra a los gobernantes de las hadas como el Rey Felipe y la Reina Bahee.  Un informante popular galés afirmó que la reina de Tylwyth Teg era Gwenhidw, esposa de Gwydion ab Don, y que las pequeñas nubes lanudas eran sus ovejas. 
Algunas de estas creencias locales influyeron en la literatura. "Old Moss, la reina de las hadas" aparece en Shantooe Jest, un poema del siglo XIX de Thomas Shaw inspirado en el folclore de Yorkshire y Lancashire. Ella huye del sonido de las campanas de la iglesia para vivir con un gigante llamado Todmore y finalmente se establecen en la ubicación de Todmorden. Janet o Gennet, un espíritu legendario asociado con una cascada llamada Janet's Foss en Yorkshire Dales, fue romantizada como una reina de las hadas por escritores y poetas no locales. Joan the Wad fue una reina de los piskeys de Cornualles, que se hizo famosa en una campaña de marketing a principios del siglo XX.  Según John Leyden en 1801, la reina de las hadas escocesa se llamaba Nicneven, Gyre-Carling o Hécate.  Estudios posteriores han cuestionado esto; la primera aparición conocida de Nicneven fue en Flyting de Alexander Montgomerie (c. 1580
) como bruja y adoradora de Hécate, y un personaje separado de la Reina Elfa.
Figuras equivalentes aparecen en todo el mundo. En el folclore griego moderno, Lamia es la reina de las nereidas y Artemisa es la reina de las montañas y las ninfas terrestres.  Una leyenda romaní describe a Ana, reina de las ninfas Keshali, que fue secuestrada por un demonio.

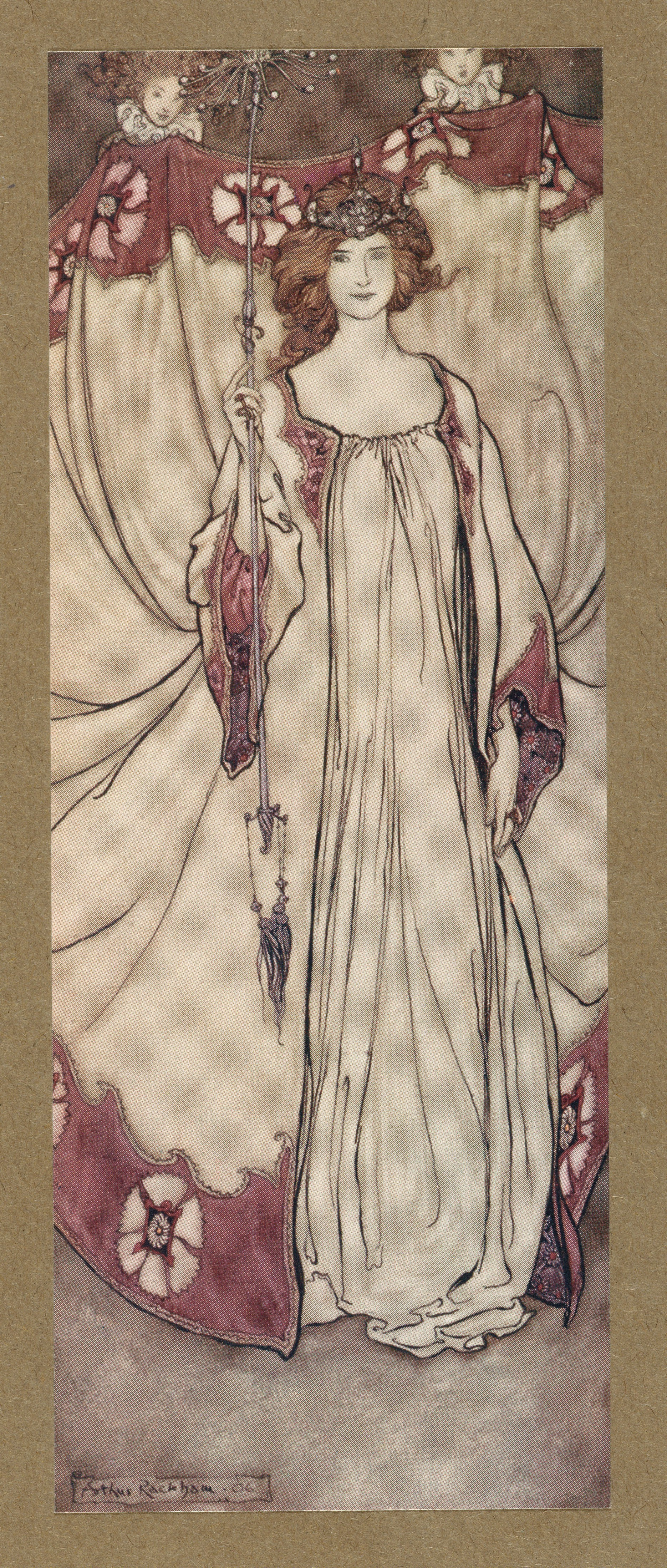
Arthur Rackham - La reina Mab

## En la literatura y los medios de comunicación
En "El cuento del mercader", de Geoffrey Chaucer, Plutón y Proserpina son descritos como el rey y la reina de las hadas. Se cree que esta representación influyó en los gobernantes de las hadas de William Shakespeare en Sueño de una noche de verano. 
Gloriana, una reina de las hadas, hija del rey Oberón, es el personaje principal del poema épico alegórico La reina de las hadas de Edmund Spenser. También se la llama Tanaquill, derivado del nombre de la esposa de Tarquinius Priscus. Ella es una gobernante virtuosa escrita como una representación alegórica de la reina Isabel.
William Shakespeare se refirió múltiples veces a la figura de una reina de las hadas. Las alegres comadres de Windsor hacen referencia a este concepto. En Sueño de una noche de verano, Titania es la reina de las hadas y esposa del rey Oberón. Su nombre deriva de Ovidio como epíteto de la diosa romana Diana. En Romeo y Julieta, el personaje de la Reina Mab no aparece pero sí es descripto: es la partera de las hadas, que viaja en un pequeño carro y trae sueños a los humanos.
Además de Shakespeare, autores como Ben Jonson y Michael Drayton también llamaron Mab a la reina de las hadas. Drayton llamó Mab, y no Titania, a la esposa de Oberón.  Aparte de Titania y Mab, Oberón fue representado a veces acompañado por esposas de otros nombres: Aureola en un entretenimiento de 1591 dado para la Reina Isabel en Elvetham, Hampshire,  y Chloris en The Faery Pastorall de William Percy, en alrededor del año 1600. 
Las hadas y los vínculos con ellas a menudo desempeñaron un papel importante en los cuentos de hadas franceses. Las hadas están gobernadas por una reina en La Bella y la Bestia de Gabrielle-Suzanne Barbot de Villeneuve, y en varios de los cuentos de Madame D'Aulnoy, como La princesa Mayblossom. En Fairer-than-a-Fairy de Charlotte-Rose de Caumont de La Force, la villana es una malvada reina de las hadas llamada Nabote que reemplazó a la anterior reina buena. D'Aulnoy, quien popularizó el género y el término "cuento de hadas", fue apodada "la reina de la féerie". 

### En la literatura moderna
En El pequeño pájaro blanco, libro que precedió a Peter Pan , el autor JM Barrie identifica a la Reina Mab como el nombre de la benigna y servicial reina de las hadas. En la serie de películas de Disney basadas en Tinker Bell, que se deriva de su adaptación de Peter Pan, la hada gobernante es la Reina Clarion.
En los libros de Oz de L. Frank Baum, la Reina Lurline es una reina de las hadas de otro mundo que jugó un papel en la creación de la Tierra de Oz.  Una Reina de las Hadas sin nombre también aparece en el libro de Baum La vida y las aventuras de Santa Claus , y se llama Lulea en La reina Zixi de Ix de Baum.
En la serie Fablehaven de Brandon Mull, la Reina de las Hadas es una parte esencial de la trama. Aunque ella gobierna a las hadas, en realidad es un unicornio capaz de tomar forma humanoide.
El personaje Erza Scarlet de Fairy Tail de Hiro Mashima se ganó el alias "Titania" debido a su poder.[cita requerida]
En Foxglove Summer, parte de la serie Rivers of London, el protagonista Peter Grant es capturado por la Reina de las Hadas y llevado a su Reino (una realidad alternativa u Otro Mundo donde Gran Bretaña todavía está cubierta por un enorme bosque primigenio intacto, sin señales de los pueblos y ciudades familiares).
En la serie Iron Fey de Julie Kagawa, Titania y Mab son reinas rivales de las Cortes de Verano e Invierno. La hija mitad humana de Oberón, Meghan Chase, finalmente se convierte en reina de la Corte de Hierro.
El libro Fire and Hemlock, de Diana Wynne Jones, es una reinvención moderna de las baladas de Tam Lin y Thomas the Rhymer, en la que la Reina de las Hadas es conocida como la Sra. Laurel Perry Lynn.

## En la brujería y el neopaganismo
La diosa Diana fue retratada regularmente como la gobernante del reino de las hadas en la literatura demonológica, como enDaemonologie del rey Jacobo VI de Escocia, que dice que pertenece a "la cuarta clase de espíritus, que por los gentiles [no judíos] era llamada Diana y su corte errante, y entre nosotros se llama Hada (como les dije) o nuestros buenos vecinos". 
Las autoridades cristianas medievales condenaron las creencias de culto a líderes espirituales femeninos nocturnos que podían aceptar ofrendas o llevar a los practicantes a un viaje nocturno. Las doñas sicilianas de fuera de Italia fueron un ejemplo. En Escocia, en la década de 1530, William Hay describió a las brujas escocesas reuniéndose con "espectros de las hadas" o "Diana, reina de las hadas". Julian Goodare aclara que «no hay motivos para creer que existiera un culto escocés a Diana»; más bien, el nombre era la forma que tenían las autoridades contemporáneas de clasificar dichas creencias.  Los nombres utilizados para esta figura incluyeron Herodías, Abundia, Bensozia, Richella, Satia y muchos otros como Doamna Zînelor en Rumania (traducida por Mircea Eliade como "Reina de las Hadas") o Wanne Thekla en los Países Bajos
Una reina de las hadas o espíritus, conocida como la "Reina de Elfame" y otras variantes ortográficas, fue mencionada en varios juicios de brujas escoceses. En el siglo XVI, Andro Man afirmó haber tenido hijos con la "Reina de Elphen". El erudito Robert Pitcairn reconstruyó la palabra como "Elphame" o "Elf-hame". 
El concepto de una reina diánica de los espíritus influyó en las culturas neopaganas que se desarrollaron a partir del concepto de Aradia "Reina de las Brujas" de Charles Godfrey Leland. La creencia en las hadas se desarrolló a partir de la misma fuente que la tradición diánica de McFarland.